# Câmpulung Moldovenesc
Câmpulung Moldovenesc je rumunské město v župě Sučava. Žije zde přibližně 16 tisíc obyvatel.